# Lijst van Stolpersteine in Woerden
De lijst van Stolpersteine in Woerden geeft een overzicht van de gedenkstenen die in de gemeente Woerden in de Nederlandse provincie Utrecht zijn geplaatst in het kader van het Stolpersteine-project van de Duitse beeldhouwer-kunstenaar Gunter Demnig.
Stolpersteine zijn opgedragen aan slachtoffers van het nationaalsocialisme, al diegenen die zijn vervolgd, gedeporteerd, vermoord, gedwongen te emigreren of tot zelfmoord gedreven door het nazi-regime. Demnig legt voor elk slachtoffer een aparte steen, meestal voor de laatste zelfgekozen woning.
Omdat het Stolpersteine-project doorloopt, kan deze lijst onvolledig zijn.

## Stolpersteine
In Woerden liggen zeventien Stolpersteine op zes adressen.

### Woerden
| Afbeelding | Inscriptie | Adres                | Herdachte persoon                 |
| ---------- | --- | -------------------- | --------------------------------- |
|            | HIER WOONDE PAULINA BOLLE GEB. 1892 GEARRESTEERD 12.8.1942 GEDEPORTEERD 1942 UIT WESTERBORK VERMOORD 7.5.1943 SOBIBOR              | Singel 107           | Paulina Bolle (1892-1943)         |
|            | HIER WOONDE ERICH ELKAN GEB. 1907 GEARRESTEERD 17.3.1943 AMSTERDAM GEDEPORTEERD UIT WESTERBORK VERMOORD 9.7.1943 SOBIBOR           | Julianastraat 9      | Erich Elkan (1907-1943)           |
|            | HIER WOONDE EMMA FRANK GEB. 1884 ONDERGEDOKEN GEARRESTEERD UTRECHT GEDEPORTEERD 29-6-1943 UIT WESTERBORK VERMOORD 2-7-1943 SOBIBOR | Prins Bernhardlaan 3 | Emma Frank (1884-1943)            |
|            | HIER WOONDE HENRIËTTE FRANK GEB. 1883 ONDERGEDOKEN 1943 WOERDEN BEVRIJD                                                            | Prins Bernhardlaan 3 | Henriëtte Frank (1883-1967)       |
|            | HIER WOONDE FRIEDRICH LÖWENSTEIN GEB. 1888 GEARRESTEERD 3.6.1943 UTRECHT GEDEPORTEERD UIT WESTERBORK VERMOORD 23.7.1943 SOBIBOR    | Julianastraat 9      | Friedrich Löwenstein (1888-1943)  |
|            | HIER WOONDE INGE LÖWENSTEIN GEB. 1930 ONDERGEDOKEN OVERLEEFD                                                                       | Julianastraat 9      | Inge Löwenstein (1930-1954)       |
|            | HIER WOONDE KÄTHE LÖWENSTEIN-PELS GEB. 1894 GEARRESTEERD 3.6.1943 UTRECHT GEDEPORTEERD UIT WESTERBORK VERMOORD 23.7.1943 SOBIBOR   | Julianastraat 9      | Käthe Löwenstein-Pels (1894-1943) |
|            | HIER WOONDE HERTA OPPENHEIMER GEB. 1916 GEARRESTEERD UTRECHT GEDEPORTEERD 1943 UIT WESTERBORK VERMOORD 2.7.1943 SOBIBOR            | Emmakade 3           | Herta Oppenheimer (1916-1943)     |
|            | HIER WOONDE FRITZ ROSENBAUM GEB. 1915 GEARRESTEERD 2.8.1942 GEDEPORTEERD UIT WESTERBORK VERMOORD 30.9.1942 AUSCHWITZ               | Wilhelminaweg 77     | Fritz Rosenbaum (1915-1942)       |
|            | | Voorstraat 83        | Familie Izaks                     |

## Data van plaatsingen
- 30 september 2021: zeven Stolperstein op Emmakade 3, Julianastraat 9, Singel 107, Wilhelminaweg 77
- 5 november 2022: tien Stolpersteine op Prins Bernhardlaan 3, Voorstraat 83